# Ján Futák (botanik)
Ján Futák (13. ledna 1914, Turová – 7. července 1980, Bratislava) byl slovenský kněz, odborník na taxonomii vyšších rostlin, pedagog a ochránce přírody.

## Životopis
Středoškolským vzděláním prošel nejprve na reálném gymnáziu ve Zvolenu a pak v Banské Bystrici (1928–1932). Právě zde u něj banskobystrický gymnaziální ředitel Ján Roubal probudil zájem o botaniku. Po ukončení gymnázia se vydal do Francie studovat teologickou a zároveň přírodovědeckou fakultu Štrasburské univerzity (1932–1937). Roku 1934 získal titul RNDr.
Po návratu na Slovensko zprvu působil jako kaplan v Krupině a v letech 1937–1940 byl ustanoven jako duchovní slovenských vystěhovalců ve Francii, v Belgii a ve Švýcarsku. Po zproštění z duchovní služby pokračoval ve studiu na Přírodovědecké fakulté Univerzity Komenského v Bratislavě. Roku 1947 získal titul doc. Od roku 1955 pracoval v Botanickém ústavu Slovenské akademie věd a v roce 1961 obdržel titul CSc. Roku 1967 působil jako hostující profesor Štrasburské univerzity.

## Práce
Věnoval pozornost pronikání teplomilné vegetace údolím Hronu přes jižně orientované svahy na území Banské Bystrice. Autor a spoluautor několika knižních prací, studií v domácích i zahraničních časopisech. Průkopník vydávání botanické bibliografie, historik a popularizátor botaniky. Nositel několika vyznamenání.